# Ивановице на Хана
Ивановице на Хана (на чешки: Ivanovice na Hané; на немски: Eiwanowitz in der Hanna, чете се като Айвановиц) е град в окръг Вишков на Южноморавския край на Чехия. Населението му се състои от 2908 души през 2016 г. Разположен е край река Хана.
Градът има богата история. Бил е притежание на много владетели, сред които рицарите от Малтийския орден и императорския род на Хабсбургите. В Ивановице се намира бароковата църква „Свети Ондржей“ (Свети Андрей); замък, построен в началото на 17 век и други исторически забележителности.

## Личности
- Густав Карпелес (1848 – 1909), еврейски писател
- Андреас Немец (1799 – 1846), моравски композитор
- Бедржих Видерман (1883 – 1951), композитор